# Juan Villegas
Juan Villegas   (Buenos Aires, 28 de desembre de 1971) és un director de cinema, productor i guionista argentí. Com a director ha realitzat pel·lícules com Sábado (2002) —el seu primer llargmetratge—, Los suicidas (2005), Ocio (2010) i Las Vegas (2018). Així mateix, ha col·laborat com a productor en diversos films de la directora Celina Murga, entre ells La tercera orilla (2014) —que va comptar amb Martin Scorsese com a productor executiu. Abans de ser cineasta, Villegas va treballar com crític de cinema per a la revista El Amante. Forma part de la generació de cineastes que van sorgir com a part del Nou Cinema Argentí entre les dècades de 1990 i 2000.